# 小馬座 (太空探測器)
小馬座（EQUULEUS、EQUilibriUm Lunar-Earth point 6U Spacecraft）是一顆日本月球探測衛星，由東京大學中須賀船瀨實驗室 (ISSL) 和日本宇宙航空研究開發機構 (JAXA) 開發。小馬座將測量環繞 地球的等離子體分佈，以幫助科學家了解地區的輻射環境。小馬座還將展示低推力軌跡控制技術，例如在地月區域內使用水蒸氣作為推進劑進行多次月球飛越。小馬座計畫在拉格朗日點使用高速攝影機和紫外線望遠鏡觀察月球表面的撞擊情況。
小馬座於2022年11月16日由太空發射系統（SLS）阿提米絲1號發射。2022年11月17日，日本宇宙航空研究開發機構 (JAXA) 報告，小馬座衛星於2022年11月16日成功分離，並確認於2022年11月16日13:50 UTC 運作正常。小馬座於2023年2月拍攝了彗星C/2022 E3 (ZTF)。
但2023年5月18日失去通訊，未能部署到計畫的拉格朗日點。